# 斉藤栄治
斉藤栄治（さいとう えいじ、1973年 - ）は日本のダンサー。大学中退後、踊り始める。小池博パフォーミングアーツ研究所（P.A.I.）卒業。これまで、伊藤キム+輝く未来、M-laboratory、まことクラブ等の活動に参加、2002年、ダンスグループ、凶暴ノートを結成、「そこで論理的な思考をやめて、きれいな骸骨を待つのです」「熱帯魚入門」等を発表。また、現在はソロ活動も行っている。